# Jos Wuytack
Jos Wuytack (* 23. März 1935 in Gent, Belgien) ist ein belgischer Musikpädagoge und Komponist.

## Biographie
Nach dem Studium (Komposition, Klavier, Orgel sowie Pädagogik und Theologie) lehrte er im Fach Musikpädagogik am Lemmensinstitut der Universität von Leuven. Weiterhin hatte er Lehraufträge an folgenden Einrichtungen: Institut Supérieur de Musique in Namur (Belgien), Institut Musical de Méthodes Actives in Lyon (Frankreich), University of Southern California in Los Angeles (USA). Jos Wuytack war Schüler und Freund von Carl Orff. In Frankreich gab er das Orff-Schulwerk heraus, ein von Carl Orff und Gunild Keetman entwickeltes induktives musikpädagogisches Konzept für Kinder, welches die Einheit von Musik, Sprache und Bewegung betont.
Das originale, fünfbändige Orff-Schulwerk enthält kaum pädagogisch-didaktische Informationen. Die Bezeichnung Schulwerk ist irreführend. Orff selbst dachte nicht an Unterricht in der Regelschule, sondern ging von Kursen an Musikschulen aus. Wuytacks Leistung liegt nun darin, ein System für den Musikunterricht in Kindergarten, Primar- und Sekundarstufe entwickelt zu haben, das im jeweiligen Alltag umsetzbar ist. In diesem Sinne komponierte er zahlreiche Lieder und Spielstücke für Kinder und Jugendliche. Im Glauben an die Zeitlosigkeit des Orff-Schulwerks bezieht er auch Jazz-, Rock-, Pop-, repetitive und serielle Musik mit ein. Für seine wissenschaftlichen und pädagogischen Verdienste wurde Jos Wuytack im Jahr 1996 mit der Pro-Merito-Auszeichnung der Carl Orff-Stiftung (München) geehrt.
Einen neuen Beitrag leistete Jos Wuytack mit der Entwicklung der Musikogramme: Sie ermöglichen den Schülern ein aktives Musikhören.
Theoretische Ausführungen Wuytacks zur Methode des Musikogramms und zum System des Aktiven Musikhörens wurden in Niederländisch (1972), Französisch (1974), Portugiesisch (1995) und Spanisch (1996) veröffentlicht.
In Konferenzen und Kursen in 50 Ländern setzte sich Wuytack für die Aus- und Weiterbildung von Erziehern, Lehrern und Musiklehrern ein. Seit 1973 lehrt er regelmäßig in Spanien und Portugal.
Als Komponist weist Wuytack ein umfassendes Werk auf: Lieder mit und ohne Begleitung sowie Spielstücke für Orff-Instrumente, Blockflöte, Percussionsinstrumente und Symphonieorchester. Dieses Werk ist teilweise verlegt. Wuytack verfasste zahlreiche Bücher und Artikel über Musikerziehung, die in verschiedenen Ländern herausgegeben wurden.
Seine Kinderlieder mit Bewegungen wurden in sechs Sprachen verlegt.
Im Jahr 1992 gründete Wuytack in Portugal eine Gesellschaft für Musikpädagogik, die Associação Wuytack de Pedagogia Musical (AWPM). Diese Gesellschaft organisiert Fortbildungen, sie veröffentlicht Bücher und CDs, fördert Konzerte mit Kindern und Jugendlichen und pflegt den Kontakt zu nationalen und internationalen Einrichtungen.
Auf der Webseite der Gesellschaft findet sich eine Zusammenstellung der Veröffentlichungen von Jos Wuytack sowie eine Liste mit Artikeln über ihn.